# بنی‌حجاج (روستا)
 بنی حجاج  (در عربی:  بَنی حَجاج)
نام روستایی است در دهستان ذُوعَید از توابع استان مَحویت در کشور یمن در شبه جزیره عربستان.

## جمعیت
جمعیت آن (۶۰ ) نفر (۹ خانوار) می‌باشد.